# Hühnernock
Hühnernock är ett berg i Österrike.   Det ligger i distriktet Hermagor och förbundslandet Kärnten, i den centrala delen av landet, 290 km sydväst om huvudstaden Wien. Toppen på Hühnernock är 1 508 meter över havet, eller 252 meter över den omgivande terrängen. Bredden vid basen är 2,8 km. Hühnernock ligger vid sjön Weissensee.
Terrängen runt Hühnernock är huvudsakligen bergig, men den allra närmaste omgivningen är kuperad. Närmaste större samhälle är Hermagor, 10,8 km sydost om Hühnernock. 
I omgivningarna runt Hühnernock växer i huvudsak blandskog. Runt Hühnernock är det ganska glesbefolkat, med 24 invånare per kvadratkilometer.